# 派爾努灣
派爾努灣是愛沙尼亞的海灣，位於里加灣東北部，長30公里、寬20公里，平均水深4.1米，最大水深12米，是派爾努河注入波羅的海的地方，每年十二月至翌年四月結冰。